# 奧斯特羅文卡

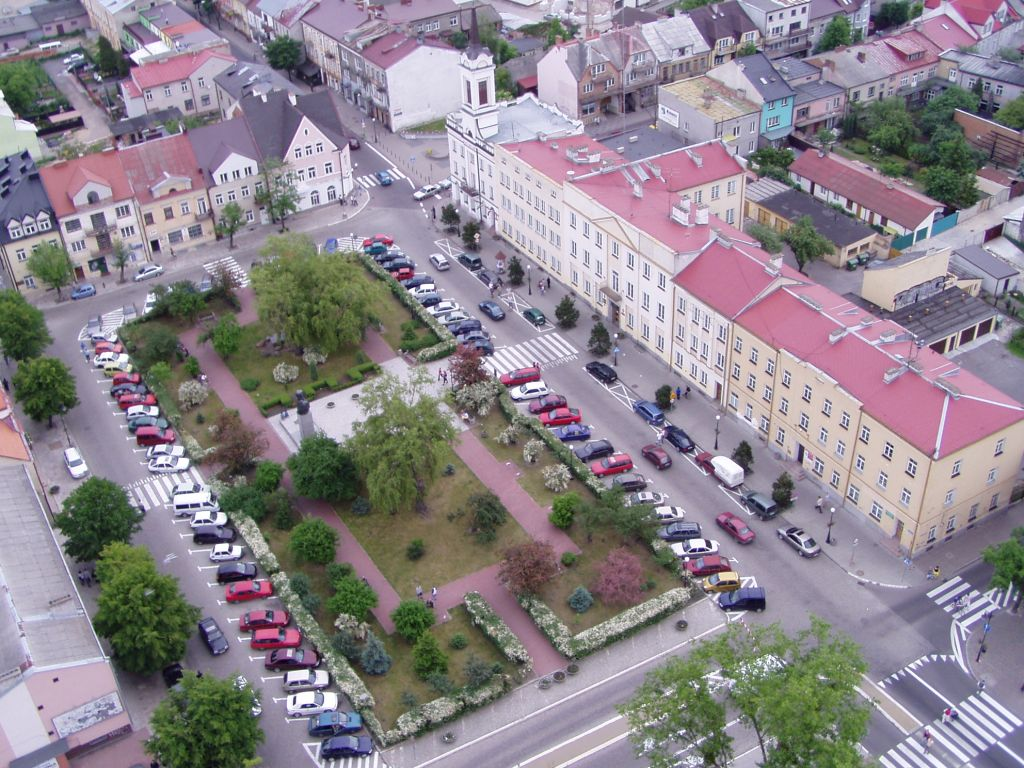

奧斯特羅文卡（波蘭語：Ostrołęka）是波蘭的城鎮，位於馬佐夫舍省、納雷夫河畔，距離首都華沙約120公里，始建於十一世紀。面積33.5平方公里，海拔高度92米，2024年人口為48,229人。

## 外部連結
- Your Virtual City（页面存档备份，存于）
- interactive map（页面存档备份，存于）
- Official Ostrołęka homepage（页面存档备份，存于）
- Jewish Community in Ostrołęka（页面存档备份，存于） on Virtual Shtetl